# Fields of the Nephilim
A Fields of the Nephilim brit gothic rock együttes.

## Története
1984-ben alakultak meg Stevenage-ben. Első nagylemezüket 1987-ben adták ki. A zenekar a gothic rock műfaj egyik legfontosabb alakjának számít. Dalaik szövegei a Cthulhu mítoszról, a sumer vallásról és Aleister Crowley műveiről szólnak. 1991-ben feloszlottak, majd 1998-ban újra összeálltak.

## Tagok
- Carl McCoy - ének (1984–)
- Tony Pettitt - basszusgitár (1984–1991, 1998–2000, 2013–)
- Gavin King - gitár (2007–)
- Lee Newell - dob (2007–)
- Adam Leach - gitár (2017–)

## Korábbi tagok
- Gary Wisker - szaxofon (1984–1985)
- Paul Wright - gitár (1984–1991, 1998–1999)
- 'Nod' Alexander Wright - dob (1985–1991, 1998–1999)
- Peter Yates - gitár (1985–1991)
- John 'Capachino' Carter - basszusgitár (2000–2009)
- Andy James - gitár (2012–2015)
- Tom Edwards - gitár (2008–2016)

## Diszkográfia
- Dawnrazor (1987)
- The Nephilim (1988)
- Elizium (1990)
- Earth Inferno (koncertalbum, 1991)
- Fallen (2002)
- Mourning Sun (2005)
- Ceromonies (koncertalbum, 2012)